# Північно-Західне Шотландське нагір'я
Північно-західне Шотландське нагір'я — північна частина (разом з Грампіанськими горами) загального гірського комплексу Північно-Шотландського нагір'я, що розділене з південного заходу на північний схід великим грабеном (тектонічним розломом) Грейт-Глен (англ. Great Glen), що заповнений водами заток Ферт-оф-Лорн та Лох-Лінне, озер Лох-Несс та Лох-Лохі й водами затоки Північного моря Морі-Ферт. Весь цей водний шлях відомий під назвою Каледонський канал. Найвища точка Карн-Ейг — 1 183 м. Інші визначні вершини Sgurr Mor 1 110 м, Sgurr na Sgine 1 040 м та Beinn Dearg 1 084 м.
Північно-західне Шотландське нагір'я разом з Грампіанськими горами у римських джерелах позначено як «Великий Каледонський ліс». В давнину цей ліс складав основний елемент краєвиду Гайлендсу. Домінуючою рослиною первісного лісу була шотландська сосна, а на південних схилах зустрічались також дуби, берези, у вологих місцях — вільха. Масив лісу переривався мозаїкою долин, річок, озер, скель та боліт, пустошів. Невисока абсолютна висота гір компенсується їхньою більш скелястою будовою та суворішим кліматом.
Поселення здебільшого розташовані на узбережжі. Найбільше місто-порт Інвернесс.